# Colepia comatacauda
Colepia comatacauda är en tvåvingeart som beskrevs av Daniels 1987. Colepia comatacauda ingår i släktet Colepia och familjen rovflugor. Inga underarter finns listade i Catalogue of Life.